# Trippel-alfa-processen
Trippel-alfa-processen är en kärnreaktion där heliumkärnor (alfapartiklar) fusionerar till kol och i massiva stjärnor till syre och neon. Kärnreaktionen är dominerande i medelstora och stora stjärnor som passerat huvudserien och kommit in i jättestjärnfasen och svällt upp till röda jättar.
Processen föreslogs av astrofysikerna Fred Hoyle (1946), Edwin Salpeter (1951) och Ernst Öpik (1951). William A. Fowler och Subramanyan Chandrasekhar fick 1983 Nobelpriset i fysik för nukleosyntesen i stjärnor i vilket trippelalfaprocessen ingår. 

## Kärnreaktioner i stjärnor
I stjärnor sker värmeproduktionen genom att 4 väteatomer fusionerar till en heliumatom i en proton-protonreaktion. Heliumet som produceras sjunker mot stjärnans mitt, och allt eftersom temperaturen stiger kommer CNO-cykeln att dominera och stegra temperaturen ytterligare. När temperaturen i kärnan överstiger 100 000 000 K börjar stjärnan förbränna helium i en trippelalfaprocess, genom att 3 heliumkärnor slås samman till en kolkärna. Heliumförbränningen ökar stjärnans energiutstrålning och den blåser upp sig till en röd jätte.

## Kärnreaktion
4He + 4He + 92 keV → 8Be

8Be + 4He → 12C + γ  + 7,367 MeV

Trippelalfaprocessen.

Steg 1: Två heliumkärnor slås samman till beryllium. Beryllium-8 är instabil och sönderfaller mycket snabbt, men den höga tätheten i en stjärna ger kort tid mellan stegen.

Steg 2: Genom resonans slås en beryllium-8 och en heliumkärna samman till kol-12 omedelbart efter steg 1, och en stor mängd energi avges.

I tunga stjärnor kan processen fortsätta och ger i sådana fall upphov till följande alfaprocesser.
12C + 4He → 16O + γ + 7,16 MeV

16O + 4He → 20Ne + γ  + 4,73 MeV

Steg 3: En kolkärna slås samman med en heliumkärna och bildar syre-16

Steg 4: En syrekärna slås samman med en heliumkärna och bildar neon-20.

Steg 5+: Alfaprocessen kan fortgå i tunga stjärnor till dess att järntoppen nås. Det innebär att om en atomkärna med fler än 56 nukleoner bildas, så åtgår mer energi vid fusionen än vad som frigörs. Kärnprocessen, som behöver tryck och värme, kommer inte att kunna fortgå utan stannar av. I massiva stjärnor kommer avkylningen att leda till stjärnans undergång, då den faller samman och exploderar som supernova.